# ورویه
شهر ورویه (به فرانسوی: Verviers) در شهرستان ورویه  در استان لیئژ  در منطقه فدرال والوون در کشور بلژیک واقع شده‌است.

## نگارخانه

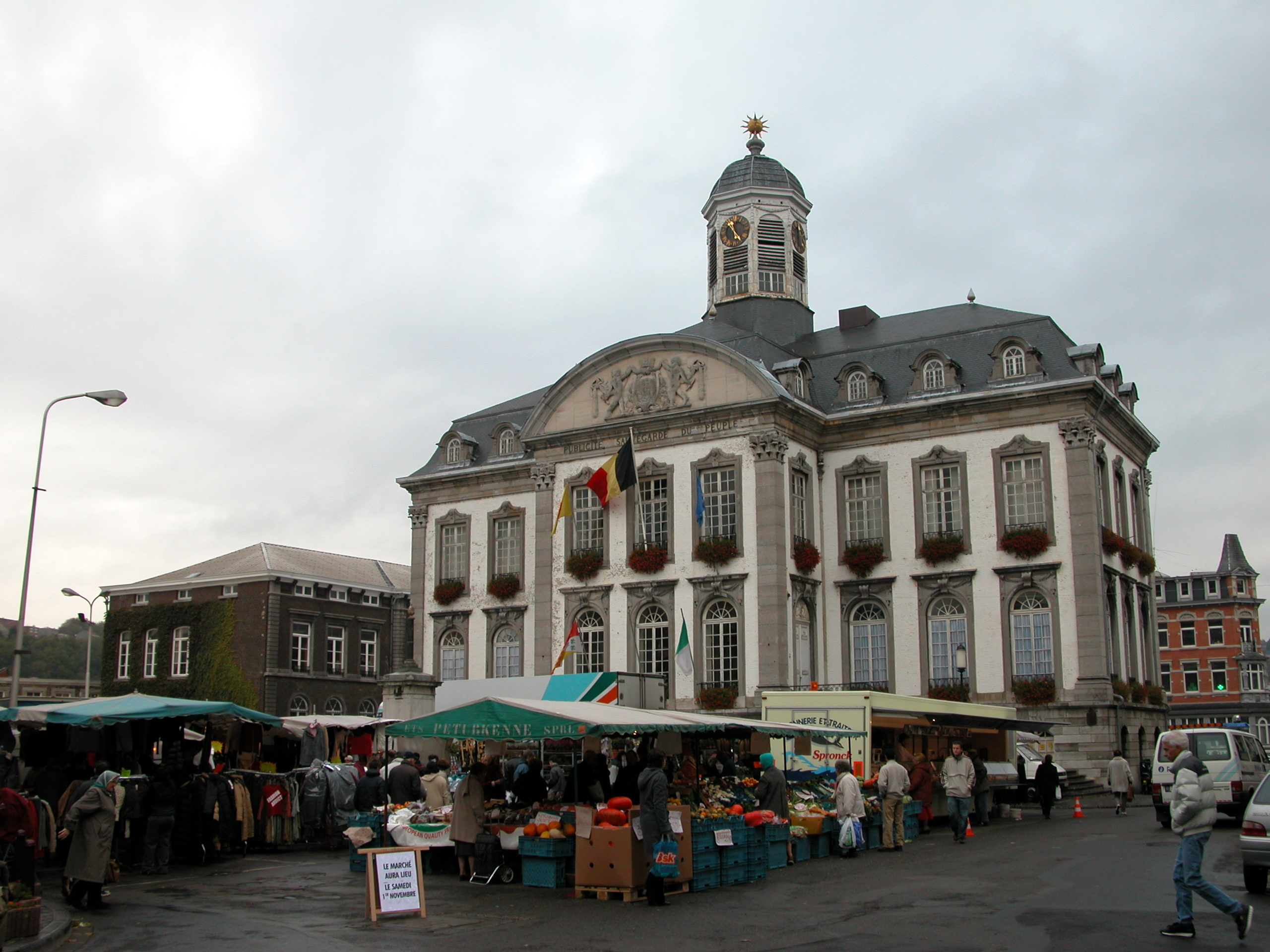
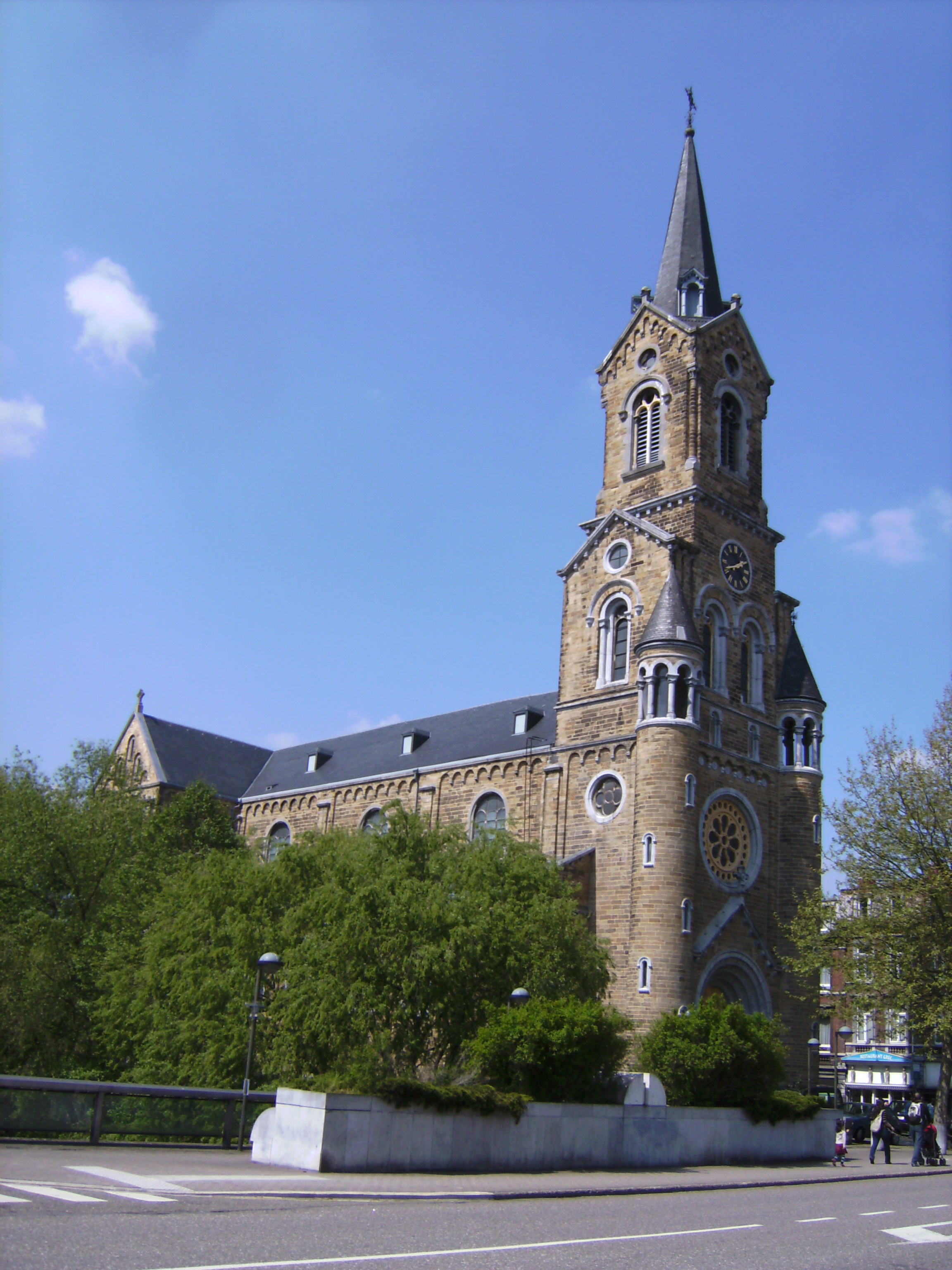
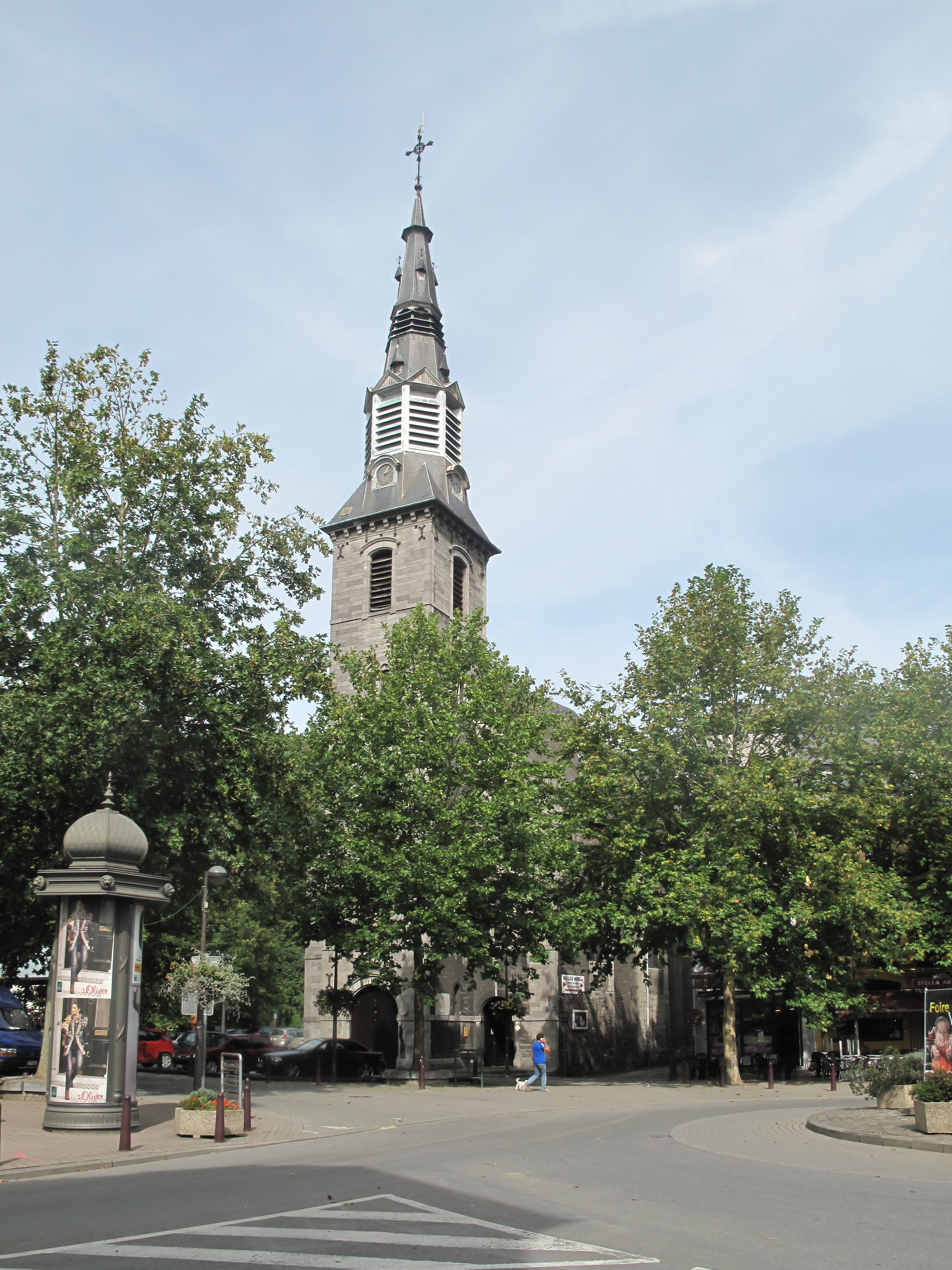
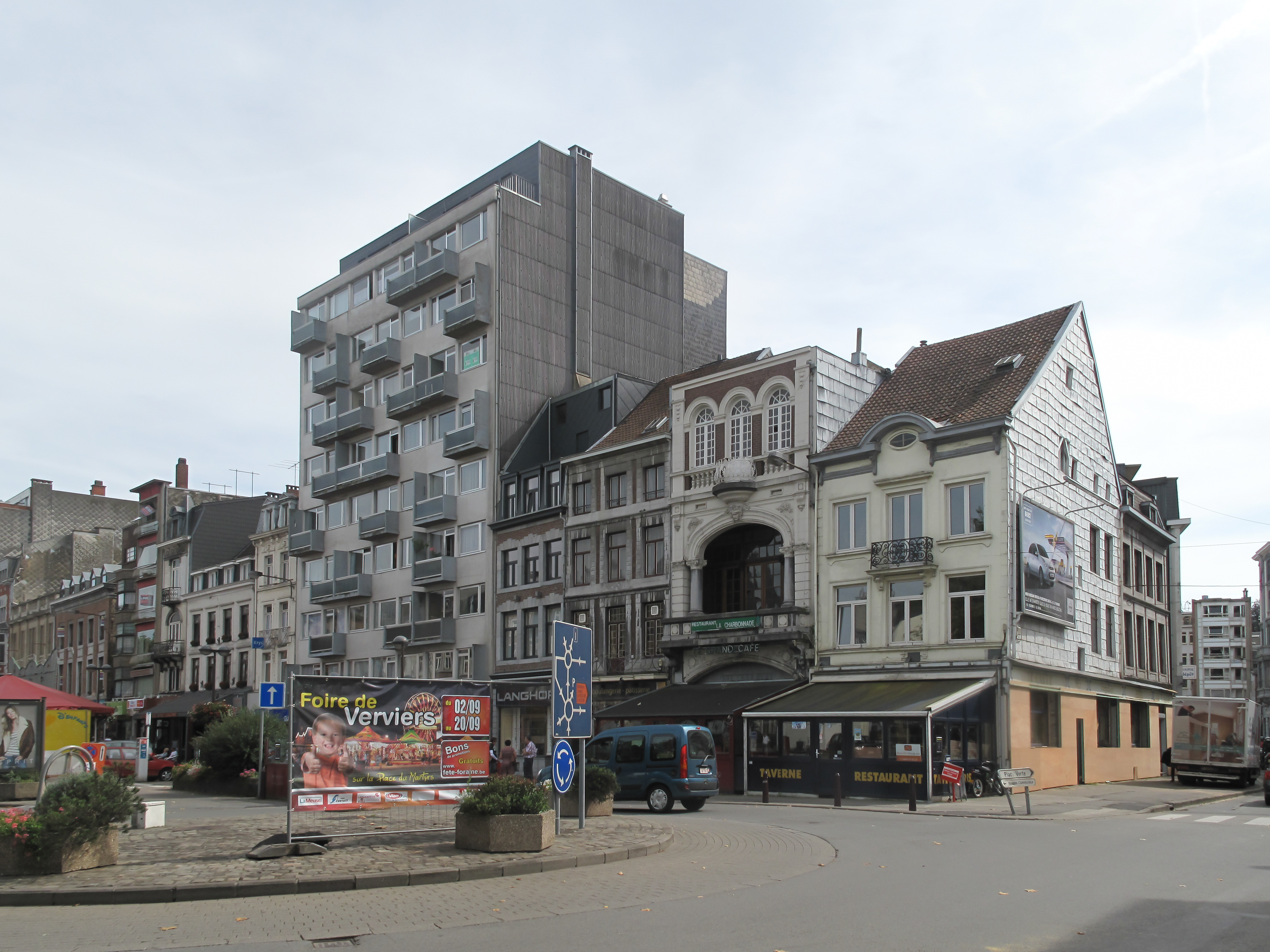
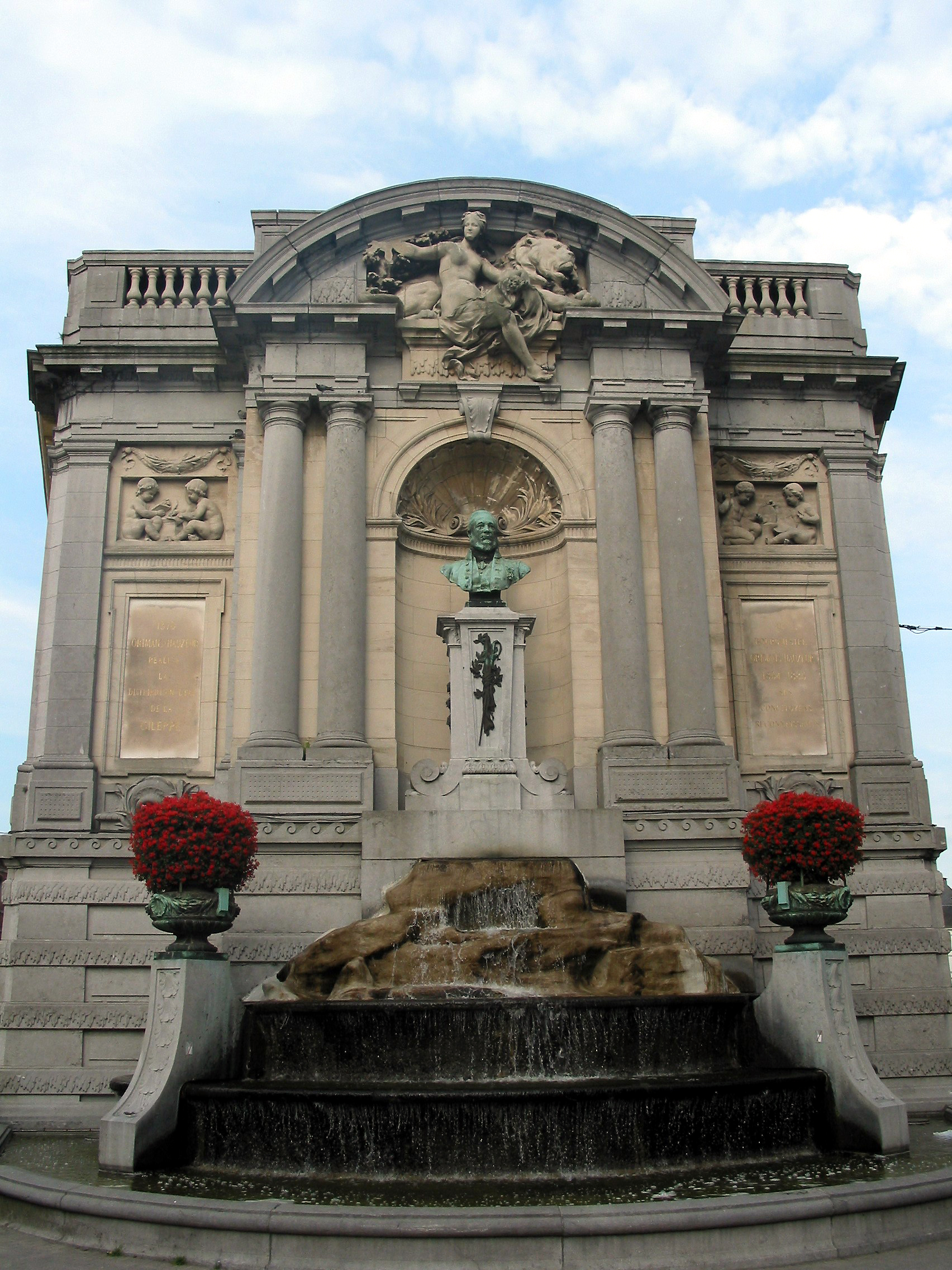
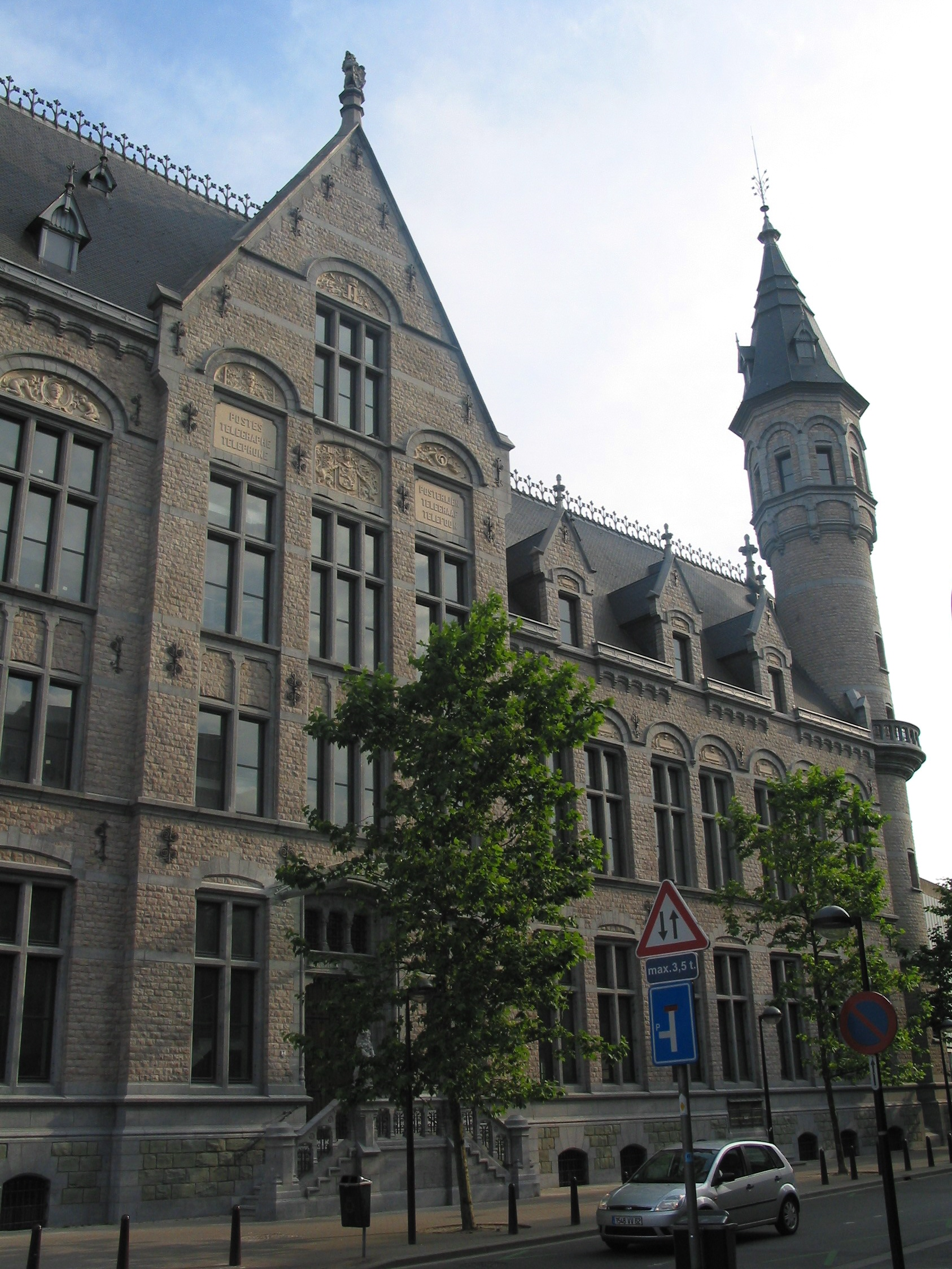